# Syllectra fictilinea
Syllectra fictilinea är en fjärilsart som beskrevs av Heinrich Benno Möschler 1880. Syllectra fictilinea ingår i släktet Syllectra och familjen nattflyn. Inga underarter finns listade i Catalogue of Life.